# Pseudomiza sanguiflua
Pseudomiza sanguiflua är en fjärilsart som beskrevs av Moore 1888. Pseudomiza sanguiflua ingår i släktet Pseudomiza och familjen mätare. Inga underarter finns listade.